# Matthew Swann
Matthew Swann, född den 16 maj 1989 i Perth, Australien, är en australisk landhockeyspelare.
Han tog OS-brons i herrarnas landhockeyturnering i samband med de olympiska landhockeytävlingarna 2012 i London.